# 螺仑洛尔
螺仑洛尔是一种含氮有机化合物，化学式C
21H
31NO
3，能用作β受体阻滞剂。有专利报道了它的合成方法。